# Mohedas de Granadilla
Mohedas de Granadilla é um município da Espanha na província
de Cáceres,
comunidade autónoma da Estremadura, de área 59 km². Em 2021 tinha 849 habitantes (densidade: 14,4 hab./km²).

## Demografia
| Variação demográfica do município entre 1991 e 2004 | Variação demográfica do município entre 1991 e 2004 | Variação demográfica do município entre 1991 e 2004 | Variação demográfica do município entre 1991 e 2004 |
| --------------------------------------------------- | --------------------------------------------------- | --------------------------------------------------- | --------------------------------------------------- |
| 1991                                                | 1996                                                | 2001                                                | 2004                                                |
| 1128                                                | 1169                                                | 1115                                                | 1071                                                |